# Grote Moskee van Divrigi
De Grote Moskee van Divrigi (Turks:Divriği Ulu Cami ve Darüşşifa) is een met ornamenten versierde moskee in de Turkse stad Divriği, die gebouwd is rond 1229. De architect van de moskee was de Hürremshah van Ahlat, die het bouwde in opdracht van Ahmet Shah, de heerser van de Beylik Mengücek. Gelijktijdig met de moskee werd een hospitaal gebouwd in opdracht van de dochter van de sultan van Turan Melek, Fahreddin Behram Shah.
Het portaal van de noordelijke ingangspoort van de moskee is versierd met een beeldhouwwerk dat een levensboom voorstelt.
De ornamenten en architectuur van zowel de moskee als het hospitaal zijn belangrijke restanten van de anatolische cultuur. UNESCO besloot daarom in 1985 om zowel de moskee als het hospitaal op de werelderfgoedlijst te zetten.
- Gemeinsame Normdatei: 4320194-5
- Library of Congress Control Number: no00100848
- Nationale Bibliotheek van Israël: 987007373228205171
- Virtual International Authority File: 124611903

Nationaal park Göreme en de rotsen van Cappadocië ·
Grote Moskee en Hospitaal van Divrigi ·
Historische gebieden van Istanboel ·
Hattusha, hoofdstad van de Hittieten ·
Nemrut Dağı · 
Hierapolis en Pamukkale · 
Xanthos-Letoon ·
Safranbolu ·
Archeologisch Troje ·
Selimiye-moskee en zijn sociaal complex ·
Site van Çatal Hüyük ·
Bursa en Cumalıkızık: de geboorte van het Ottomaanse Rijk ·
Pergamon en zijn veelgelaagde cultuurlandschap ·
Cultuurlandschap van het Fort van Diyarbakır en de tuinen van Hevsel ·
Efeze ·
Archeologische site van Ani·
Aphrodisias ·
Göbekli Tepe ·
Tell van Arslantepe